# Battaglia di Roucoux
La Battaglia di Roucoux (11 ottobre 1746) è stata una vittoria francese su una coalizione di eserciti che comprendeva Austria, Gran Bretagna, Hannover e Paesi Bassi; la battaglia venne combattuta fuori dalla città di Liegi, durante la guerra di successione austriaca.
L'esercito francese era comandato dal maresciallo Maurizio di Sassonia, quello austriaco dal principe Carlo Alessandro di Lorena e quello inglese dal conte Ligonier. Maurizio di Sassonia, il più brillante dei comandanti militari del re di Francia Luigi XV aveva quasi completato la sua campagna di conquista delle Fiandre ed ora minacciava di invadere i Paesi Bassi con le sue truppe. Gli alleati della coalizione presero posizione non distante dalla cittadina di Liegi, schierando le truppe olandesi sulla sinistra di Liegi in direzione di Roucoux, quelle inglesi ed hannoveriane nel centro della cittadina e quelle austriache sulla destra non distante dal fiume Jaar.
I francesi concentrarono il loro attacco contro la posizione olandese sulla sinistra della linea alleata tra Liegi e Roucoux, infliggendo pesanti perdite agli olandesi e sfondando lo schieramento avversario dopo il terzo assalto. Dinanzi all'impeto dei francesi, anche austriaci e inglesi dovettero cedere. Gli austriaci non approfittarono della debolezza del fianco sinistro francese per attaccare; le truppe inglesi dovettero infine formare quadrati di retroguardia per impedire un inseguimento da parte francese, che avrebbe arrecato perdite ancor maggiori.
Dopo lo scontro Liegi cadde in mano francese, così come tutto il territorio dei Paesi Bassi, sottratto definitivamente al controllo asburgico.